# Penny Mordaunt
Penelope Mary Mordaunt (født 4. marts 1973) er en britisk politiker, der fra 2022 til 2024 var Leder af Underhuset (Leader of the House of Commons) og Lord President of the Council. Hun er medlem af Det konservative parti og har siden maj 2010 været valgt til det britiske Underhus. Hun var juniorminister under Boris Johnson og havde forinden været minister under Theresa Mays regering som minister for international udvikling fra 2017 til 2019 og som forsvarsminister fra maj til juli 2019.
Hendes post som forsvarsminister under Teresa May varede 85 dage og blev afsluttet, da Boris Johnsom foretog en regeringsrokade ved sin tiltræden som premierminister. Ved regeringsrokaden i februar 2020 blev hun atter minister, nu som "Paymaster General". Ved regeringsrokaden i 2021 blev hun udpeget til minister for handespolitik. Mordaunt stillede op til valgtet som leder af Det Konversative Parti i 2022, da Johnson trak sig fra posten, men blev elimineret under afstemningerne og støttede herefter Liz Truss. Da Truss blev premierminister, blev Mordaunt udpeget til posten som Leder af Underhuset.